# Ba Cụm Nam
Ba Cụm Nam là một xã thuộc huyện Khánh Sơn, tỉnh Khánh Hòa, Việt Nam.
Xã Ba Cụm Nam có diện tích 43,26 km², dân số năm 1999 là 858 người, mật độ dân số đạt 20 người/km².